# Cygnicollum laubieri
Cygnicollum laubieri is een soort in de taxonomische indeling van de Myzozoa, een stam van microscopische parasitaire dieren. Het organisme komt uit het geslacht Cygnicollum en behoort tot de familie Lecudinidae. Cygnicollum laubieri werd in 1969 ontdekt door Theodorides.